# Viola rupicola
Viola rupicola är en violväxtart som beskrevs av Adolph Daniel Edward Elmer. Viola rupicola ingår i släktet violer, och familjen violväxter. Inga underarter finns listade i Catalogue of Life.